# Śmiardowo
Śmiardowo (niem. Schmirdtkeim) – wieś w Polsce położona w województwie warmińsko-mazurskim, w powiecie bartoszyckim, w gminie Sępopol. W latach 1975–1998 miejscowość administracyjnie należała do województwa olsztyńskiego.
Wieś jest siedzibą sołectwa Śmiardowo, w którego skład wchodzą również miejscowości Pasławki i Chełmiec.

## Historia
W 1889 r. Śmiardowo było majątkiem ziemskim o powierzchni 288 ha. W 1935 r. w tutejszej szkole uczyło się 41 dzieci, zatrudniony był jeden nauczyciel. Po wojnie szkołę uruchomiono w 1946 r., a pierwszą kierowniczką była Zofia Jatkiewicz. W 1966 r. wybudowano nową szkołę. W 1983 r. we wsi było 17 domów z 69 mieszkańcami, 23 indywidualne gospodarstwa rolne uprawiające 259 ha ziemi, było 161 sztuk bydła, 69 świń, 9 koni i jedna owca. W tym czasie we wsi była szkoła podstawowa (siedmioizbowa), biblioteka, sklep wielobranżowy.

## Ludzie związani z miejscowością
- Piotr Dwornowski, mieszkaniec Śmiardowa, działacz społeczny w okresie wojny i powojennego odbudowywania kraju, od 1946 r. wójt gminy Łabędnik.

Inne miejscowości o nazwie Śmiardowo: Śmiardowo Krajeńskie, Śmiardowo Złotowskie.